# 牛庄大曲
牛庄大曲是遼寧海城牛庄镇出产的一种浓香型白酒，源于1899年郭家楷于当地创建“郅隆泉烧锅”后所产的郅隆泉酒。1940年代末郅隆泉烧锅因战乱倒闭，其酒师董福发和大部酒坊伙计供职1949年后成立的海城酒厂，董福发升任厂长后，于1976年在郅隆泉酒的基础上领军研发出了牛庄大曲。产品推出后随广受欢迎，但酒厂因体制问题于1989年倒闭停产；直至1996年，前酒厂酒师成立私人酒厂，才将牛庄大曲恢复，并推出了牛庄特曲、牛庄老酒和青眼酒等新产品。牛庄大曲以高粱为主料、大麦和小麦制曲做糖化剂和发酵剂以入选鞍山市级非物质文化遗产的传统工艺经月余发酵酿制而成。